# Luigi Mele
Luigi Mele (Calvi Risorta, 11 settembre 1937 – Piedimonte Matese, 14 aprile 2023) è stato un ciclista su strada italiano. Professionista dal 1961 al 1966, vinse una sola corsa, una tappa al Giro di Svizzera 1962.

## Carriera
Da dilettante in Piemonte, con i colori della torinese U.C.A.T., vinse una trentina di corse tra cui la classica Coppa Città di Cuorgnè nel 1960, anticipando allo sprint Franco Balmamion. Tra le vittorie prestigiose anche il Trofeo Biagiotti e Monsummano, la Coppa Cerro a Volpiano, il circuito di Castelnuovo Scrivia, il Gran Premio Covolo a Torino, la Corsa dello Spumante a Canelli. Fu anche campione piemontese nella specialità dell'inseguimento su pista nel 1959 battendo in semifinale il campione del mondo dilettanti Carlo Simonigh. Fu sesto nella classifica finale della San Pellegrino a tappe, forma primordiale del giro d'Italia dilettanti, arrivando secondo nell'ultima tappa, la Brescia-San Pellegrino, anticipato dal romano Clay Santini. 
Passò professionista nell'ottobre 1960 con la maglia della prestigiosa Carpano, dopo che già l'anno prima l'approdo ai prof era saltato per il mancato accordo economico con la U.C.A.T.. Nel 1961 passò alla Gazzola-Fiorelli (squadra di Charly Gaul e del direttore sportivo Ferdi Kübler). In stagione indossò per due semitappe la maglia di leader alla Tre Giorni del Sud, e concluse ottavo nella classifica finale vinta da Vito Taccone; fu anche sesto nella tappa di Treviri al Giro di Germania nel corso della quale cadde, perdendo poi la vita, il suo capitano Alessandro Fantini. Ottenne la sua prima e unica vittoria nella categoria nel 1962 aggiudicandosi la sesta tappa del Giro di Svizzera, da Bellinzona a Vaduz, anticipando allo sprint l'olandese Jan Hugens e lo spagnolo Ramón Mendiburu. In quella stessa stagione ottenne anche dei buoni piazzamenti nelle corse in linea italiane, fra cui il secondo posto al Gran Premio di Prato, l'ottavo alla Coppa Placci e il secondo nell'internazionale Grand Prix de Le Locle, anticipato allo sprint dal francese Joseph Groussard.
Nel 1963 salì sul podio della Sassari-Cagliari, corsa di inizio stagione riservata ai velocisti, e fu poi decimo al Giro di Campania vinto da Adriano Durante. Prese anche parte sia alla Milano-Sanremo, che concluse all'83º posto, che al Giro d'Italia, dove fu quinto nella frazione con arrivo ad Asti. In quella stessa edizione del Giro fu protagonista di una lunga fuga sui versanti innevati del Gran San Bernardo, nella frazione che conduceva a Saint Vincent poi vinta da Vito Taccone. Fu ripreso a tre chilometri dal gran premio della montagna da Diego Ronchini che il giorno prima aveva perso la maglia rosa. Sfiorò il successo nella "corsa rosa" nell'edizione 1964, quando nella frazione conclusiva di Milano venne battuto solo dal tedesco Willi Altig; sempre nel 1964 fu quinto in un'avvincente edizione della Coppa Placci.
Concluse la carriera professionistica nel 1966, dopo due stagioni, una da individuale e l'ultima alla svizzera Queen Ann.

## Memoria
Nell'ottobre del 2017 Silver Mele, giornalista professionista e figlio di Luigi, ne ha immortalato le gesta ciclistiche nel libro "Il volo del gregario", edito da Graus. Il romanzo racconta la storia della famiglia, partita da Calvi Risorta alla fine del 1949 per trasferirsi a Torino. Qui per il piccolo Gigi la bicicletta diverrà un ideale attraverso il quale raggiungere il sogno del professionismo e partecipare al Giro d'Italia.
Si è spento nell'aprile 2023, ottantacinquenne.

## Palmarès
- 1959 (dilettanti)

Circuito Castelnovese
- 1960 (dilettanti)

Coppa Città di Cuorgnè-Trofeo Perona
- 1962 (Gazzola, una vittoria)

6ª tappa Giro di Svizzera (Bellinzona > Vaduz)

## Piazzamenti

### Grandi Giri
- Giro d'Italia

1961: ritirato
1963: 71º
1964: 83º
- Tour de France

Tour de France 1962: ritirato
- Vuelta a España

1966: ?

### Classiche monumento
- Milano-Sanremo

1963: 83º